# 水沼啓子
水沼 啓子（みずぬま けいこ）は、産経新聞記者、元ソウル特派員。神奈川県横浜市生まれ。

## 概要
- 東京女子大学文理学部卒業、筑波大学大学院地域研究科東アジアコース修了。産経新聞入社後、記者として横浜総局、社会部などを経て、外信部に所属。
- 1997年 – 1998年　韓国留学
- 2008年 – 2010年　ソウル特派員

## 著書

### 単著
- 『大和撫子はなぜ韓流にはまるのか？ 現代韓国原論』 双葉社 2011年

### 共著
- 『親と子の日本史』 扶桑社 2004年
- 『学校って、なんだろう』 新潮社 2002年
- 『誰か僕を止めてください – 少年犯罪の病理』 角川書店 2002年

### 訳書
- 『日韓交流 影で支えた男 – 朴哲彦の人生』 産経新聞出版 2005年

## 論文
- 国立情報学研究所収録論文 - 国立情報学研究所